# Characodon
Characodon é um género de peixe da família Goodeidae.
Este género contém as seguintes espécies:
- Characodon audax
- Characodon garmani
- Characodon lateralis